# 郭婆帶
郭婆帶（1770年—？），廣東番禺縣人，清朝中葉活躍於南中國海的海盜（華南海盜），歸順清朝後，擔任百總，改名郭學顯，一說郭學憲。

## 生平
郭婆帶出生於番禺縣的一個蜑家家庭中，但自幼喜愛讀書，捕魚之餘，自行購書苦讀，學識較高。他在14歲時被鄭一拐騙，全家被迫成為海盜。後來與梁寶一起，受到鄭一的賞識，自成一隊，追隨鄭一效忠於西山朝。1805年，郭婆帶與鄭一、烏石二、吳知青、金古養、梁寶、鄭老童七位海盜首領達成協議，組成海盜聯盟。鄭一的勢力最大，故而被推舉為聯盟盟主。郭婆帶的部下船隊使用黑色旗幟，被稱為黑旗幫。郭婆帶是海盜中少有的知識份子，他酷愛讀書，擁有一個放滿書籍的船庫。
1807年，鄭一死後，聯盟首領之位，被鄭一的養子張保仔繼承，張保仔並娶了鄭一的遺孀鄭一嫂。由於郭婆帶的資歷比張保仔老，又因為鄭一嫂的緣故，郭婆帶在聯盟中受到張的管束，故而對張很不滿。
1808年7月15日，郭婆帶的黑旗幫與張保仔的紅旗幫，在澳門附近海域同清軍相遇，最終海盜擊敗虎門總兵林國良。7月20日，黑旗幫參與了圍攻清將許廷桂，郭婆帶之父在戰鬥中陣亡，次日，許廷桂為海盜聯盟的主力打敗殺死。此戰後，郭婆帶率一百艘帆船至香山縣，勒索錢糧，否則就要摧毀縣城，遭到拒絕。於是黑旗幫大舉入寇珠江三角洲地區，殺死一萬餘人。
海盜的行為令清廷大為震驚，決定同葡屬澳門聯手清剿海盜。張保仔及其紅旗幫主力被清葡聯軍包圍在大嶼山。張保仔向郭婆帶求救。但郭婆帶處於自身利益考慮，正在計劃向清廷投降，因此拒絕其求助。雙方自此決裂。12月11日，張保仔的紅旗幫與清朝海軍在新安發生遭遇戰，遭到黑旗幫的突襲，疲於奔命的紅旗幫戰敗逃跑。郭婆帶斬殺一千餘人，俘虜三百餘人、船十六艘，獻給清廷。1月13日，郭婆帶與黃旗幫的馮超群率領6378人，在歸善縣向清廷投降。兩廣總督百齡接受其投降，授予其把總的官職。此後，郭婆帶率其舊部參與對海盜的清剿。
郭婆帶在張保仔接受招安之後便拒絕升遷，居住在廣州，在家讀書。他也為兒子請了個私塾教師，每年帶著兒子去白雲山給自己的母親拜山掃墓。在一次帶兒拜山時，雖穿著如平農夫之況，還是路人認出他就是曾經横行海上的海盜。後來病逝於自宅中。